# Туласы
Туласы, толёсы (монг. төөлөс, төөлс) — средневековое монгольское племя, вошедшее в состав империи Чингисхана в начале XIII века. Представляют собой ветвь баргутов. В письменных источниках туласы упоминаются в составе лесных племён (хойин-иргэн), проживавших на севере Монгольской империи.

## Этноним
В русском переводе «Сборника летописей» этноним отражён в формах тулас и туалас. В монгольском переводе Ц. Сүрэнхорлоо этноним отражён в форме тулас, в английском переводе У. М. Такстона — в форме tolas.
В «Сокровенном сказании монголов» название тулас встречается в формах тоолес, тоелес, в «Алтан Тобчи» — в форме тогулэс (тӧгӱлэс, tögüles, tö’öles, töläs). В монголоязычной литературе этноним отражён в формах: төөлөс, төөлөстан, төөлс, тоолис, төөлис, тулас. Другие формы этнонима: толёс, töölös, тоелёс, тогулес, tö’ölös, tö’eles.
Как полагают исследователи, под именами тулас/толёс в письменных источниках упоминаются олёты и сэгэнуты. Согласно Д. В. Цыбикдоржиеву, этнонимы tögüles и ögüled (төөлөс и өөлөд) тождественны между собой.

## История

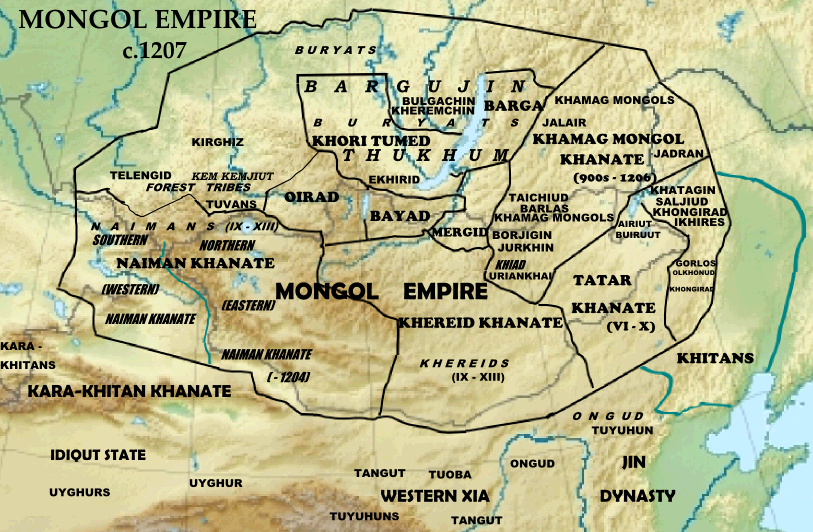
Монгольская империя в 1207 г.

Согласно сведениям из «Сборника летописей» племена баргут, кори, тулас, тумат «близки друг с другом». Общим именем для этих племён было название баргут «вследствие того, что их стойбища и жилища [находятся] на той стороне реки Селенги, на самом краю местностей и земель, которые населяли монголы и которые называют Баргуджин-Токум».
В пределах страны Баргуджин-Токум также проживали такие племена, как ойрат, булагачин, кэрэмучин, хойин-урянка. Каждое племя «в отдельности имело начальника и предводителя». Все вышеперечисленные племена вошли в состав империи Чингисхана в начале XIII века.
Известно, что у Ариг-Буги была наложница из племени тулас. От неё родились сыновья Ариг-Буги Найра и Бука.
Согласно «Сокровенному сказанию монголов», лесные племена выразили покорность Джучи в 1207 году (в год Зайца). Высоко оценив заслуги Джучи, Чингисхан обратился к нему со словами: «Ты старший из моих сыновей. Не успел выйти из дому, как в добром здравии благополучно воротился, покорив без потерь людьми и лошадьми Лесные народы. Жалую их тебе в подданство».
Тоолесы были в числе монгольских племён, которые по указу Чингисхана находились в прямом подчинении у нойона-тысячника Хорчи. Кроме тоолесов Хорчи совместно с тысячниками Тахаем и Ашихом ведали тремя тысячами бааринцев и пополненными до тьмы адаркинцами, чиносцами и теленгутами.

### Туласы и олёты

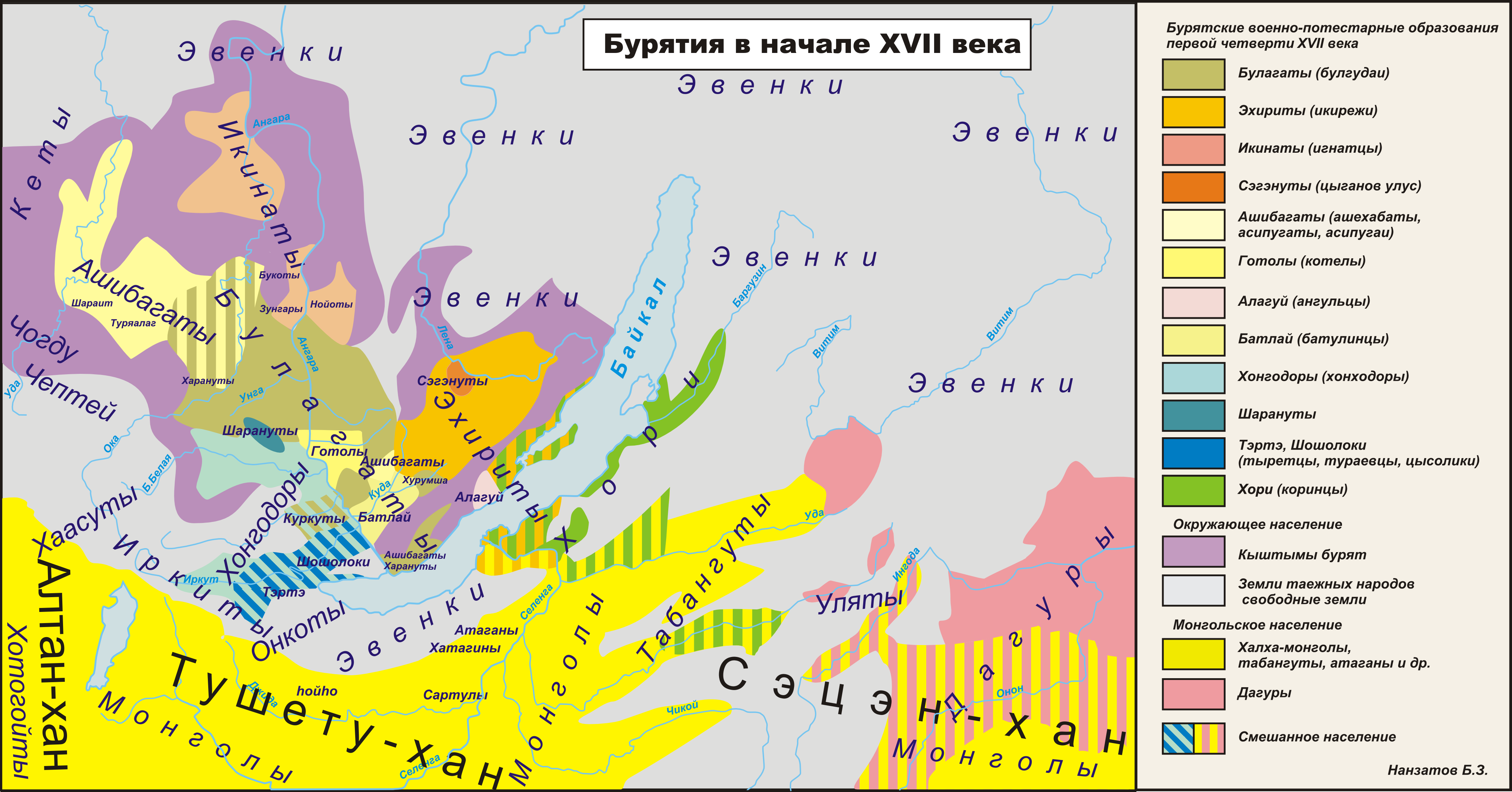
Этнические группы бурят в начале XVII века

Как считают П. Б. Коновалов и Д. В. Цыбикдоржиев, под именами тулас/толёс в письменных источниках упоминаются олёты и сэгэнуты, а этнонимы tögüles и ögüled (төөлөс и өөлөд) тождественны между собой. В «Сокровенном сказании монголов» этноним отражён в форме töölös. Тогда как в «Сборнике летописей» название тулас является искажением исходного термина.
Предположительно, именем töölös степняки-монголы называли древних олётов-сэгэнутов. Возможно, это не самоназвание, а прозвище или какая-то редкая форма этнонима, чаще использовавшаяся не самими баргуджинскими племенами, а их соседями. Версия отождествления толёсов монгольских памятников с сэгэнутами объясняет отсутствие упоминаний в источниках как этнонима сэгэнут, так и этнонима өөлөд, которым называли тех же сэгэнутов.
Некоторые монгольские этнонимы XII—XIII вв. в источниках отмечены с исчезающим начальным согласным (например, хунгирад — унгирад). Предположительно, этим и объясняется трансформация этнонима төөлөс в өөлөд.
Согласно Д. В. Цыбикдоржиеву, олёты — племя изначально не ойратской общности, а баргутской. После 1207 году толёсы были отданы в ведение нойона Хорчи, а не ойратов, верных союзников Чингисхана, а во время похода Джучи в 1207 году толёсы снова упомянуты независимо от ойратов.
В бурятских легендах отделение олётов обычно описывается в следующей схеме. Прародитель бурятского народа Баргу-батур, выделяя наследство трём сыновьям, Олёдаю, Бурядаю и Хоридаю, старшему из них дарит оружие и завещает завоевать себе новые земли. В той сюжетной схеме, что сложилась после XIII—XIV вв., буряты, ориентируясь на исторические реалии, делают старшим сыном Олёдая, «праотца олётов» и вкладывают в уста Баргу-батура завет покорить земли на западе. Так, бурятская мифология объясняет тот факт, что большая часть олётов ушла из Баргуджин-орона и нашла себе судьбу в составе ойратов.
По мнению Д. В. Цыбикдоржиева, фольклор самих бурятских олётов в своде легенд, не связанных с сюжетом о Баргу-батуре, не только подтверждает, но и конкретизирует версию как раз об исконно бурятском начале их этногенеза.
Согласно Е. В. Павлову, легенда о происхождении олётов от Баргу-батора «возможно, указывает на то, что олёты и протобурятские племена входили в состав объединения баргутов, населявших легендарную землю Баргуджин-Токум, которая в научной литературе связывается не только с Западным Забайкальем (долиной р. Баргузин), но и с Предбайкальем».
Как считает Н. Г. Очирова, буряты и ойраты представляли собой единую историческую общность. По её мнению, учитывая, что «в этническом составе как калмыков, так и бурят имеется большое количество одних и тех же родов, причем явно древнего происхождения, а не новообразования», надо согласиться с мнением П. Б. Коновалова о том, что «это обстоятельство вкупе с указаниями письменных источников на былую общность исторической географии бурят и ранних ойратов служит основанием говорить об ойрато-бурятской исторической общности эпохи средневековья».